# Ugello de Laval

Schema di un ugello convergente-divergente.

L'ugello de Laval, o più comunemente ugello convergente-divergente, è un ugello di scarico supersonico, a differenza dell'ugello convergente che invece è subsonico.
Schematicamente è costituito da un tubo che presenta una strozzatura centrale, simile a una clessidra asimmetrica. Il suo funzionamento a regime (velocità pari alla velocità del suono nella sezione di gola, ovvero nella sezione più piccola) permette di accelerare un gas caldo fino a velocità supersoniche, convogliando il flusso di scarico in modo da trasformare la sua energia termica e di pressione in energia cinetica.
Modelli matematici con simili caratteristiche di flusso sono stati applicati a correnti a getti in astrofisica.

## Storia
Fu sviluppato nel XIX secolo dall'ingegnere svedese Gustaf de Laval, che nel 1889 depositò un brevetto per un ugello divergente usato nelle turbine a vapore da lui disegnate.
Il primo ad applicarlo a un motore a razzo fu lo scienziato statunitense Robert Goddard. Oggi praticamente tutti gli endoreattori che sfruttano l'espansione di gas caldi per ottenere una spinta utilizzano ugelli de Laval.
L'idea di applicarlo poi allo scarico dei motori a 2 tempi ad alte prestazioni è dovuta a un tecnico italiano, Maurizio Cavaliere, che negli anni '80 cominciò i suoi studi che portarono alla corretta applicazione dell'ugello di De Laval alla fine del cono di riflessione degli impianti di scarico a risonanza per motori a 2 tempi e non di tubi Venturi come spesso erroneamente creduto.
Alcuni suoi articoli compaiono sulla rivista "Moto Tecnica" negli anni 1995-1996-2011 che spiegano per la prima volta l'applicazione dell'ugello allo scarico dei motori a 2 tempi. Attualmente viene applicato a tutti i motori a 2 tempi ad alte prestazioni.

## Funzionamento

andamento dei parametri:
P: Pressione
V: Velocità
T: Temperatura
M: Mach

Il funzionamento si basa sul diverso comportamento di un flusso subsonico e di uno supersonico al variare della sezione del condotto.
In regime subsonico, un fluido che attraversi un condotto le cui sezioni vanno restringendosi (convergente), generalmente con un profilo conico, aumenta la velocità del flusso stesso, in modo da mantenere costante la portata in massa, fino ad arrivare alla sezione minore (generalmente con un andamento morbido/arrotondato), che prende il nome di "Gola", che è dimensionata in modo tale il fluido raggiunga condizioni di saturazione (ovvero raggiunga Mach = 1), idealmente tale gola è estremamente breve (lunghezza nulla), ma per garantire un effettivo raggiungimento della velocità sonica si adotta una lunghezza minima per stabilizzare tutto il fluido.

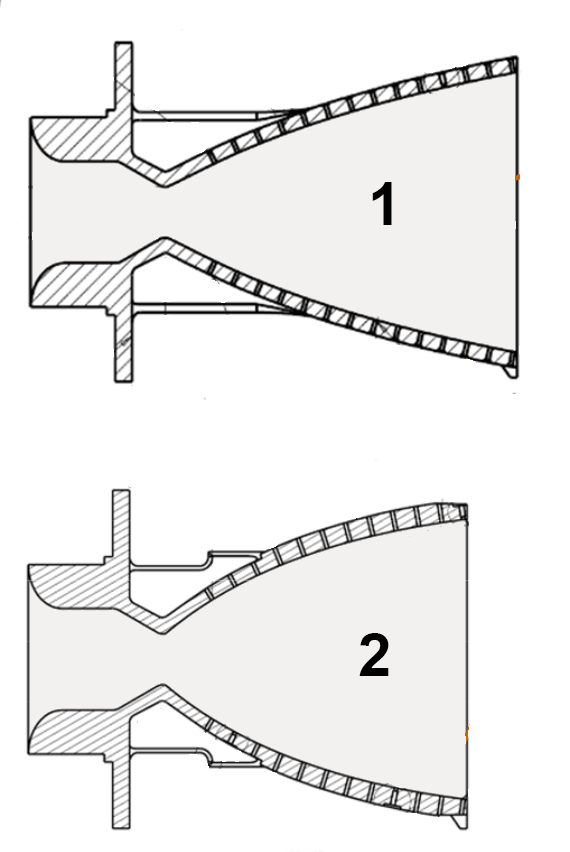
Sezioni principali dell'ugello de Laval per i motori a razzo
1/TIC: Sezione conica
2/PAR: Sezione parabolica

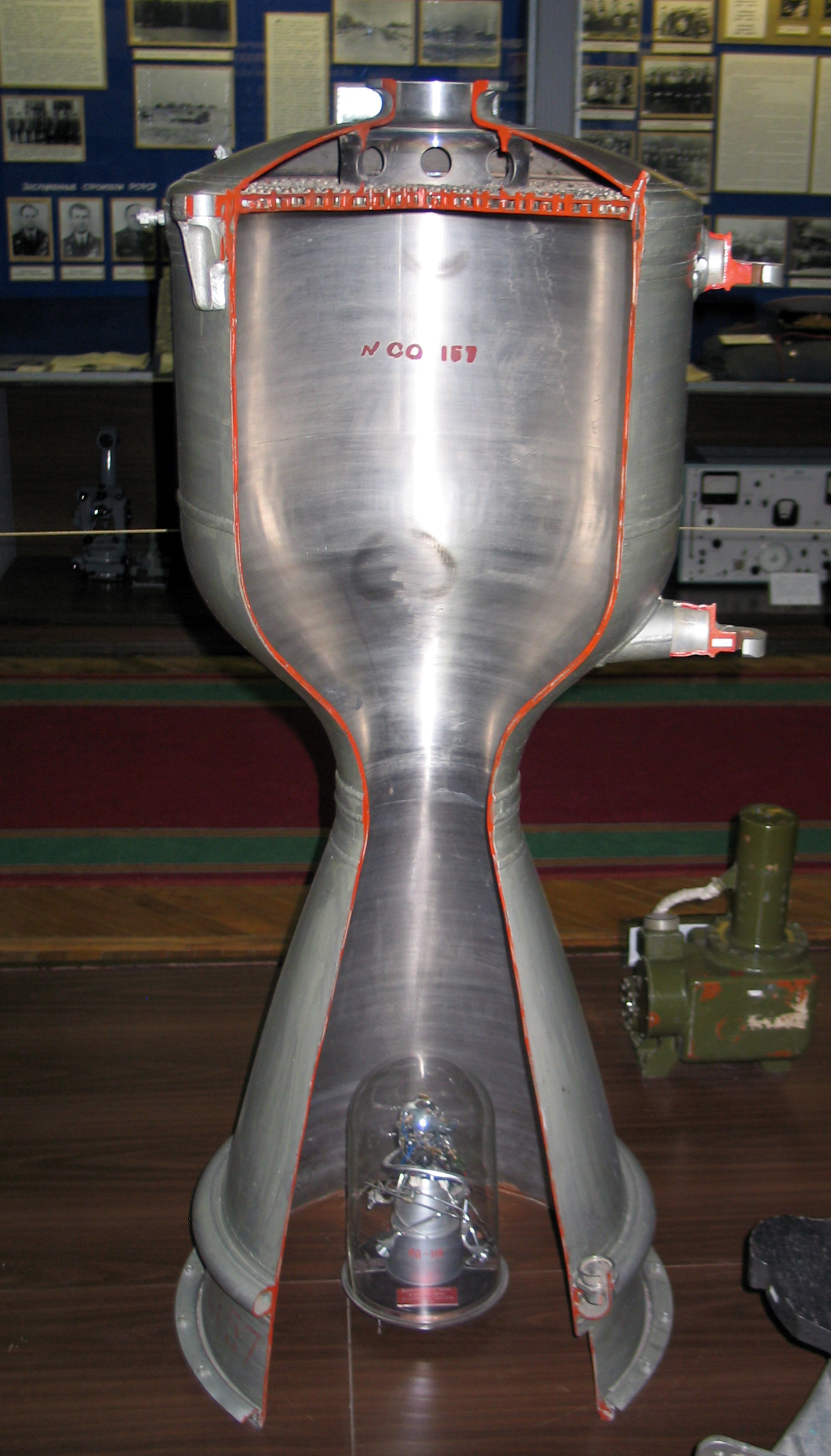
Sezioni dell'ugello de Laval a diffusore conico, del motore a razzo RD-214

Passata la gola, il flusso sonico attraversa sezioni che vanno allargandosi (parte divergente dell'ugello o diffusore) e quindi comincia a espandersi e ad aumentare la velocità fino a raggiungere un regime supersonico, condizione in cui le onde sonore non possono più propagarsi all'indietro nel gas.

### Diffusore
Tale diffusore può essere realizzato in vari modi:
- "Ugello conico", soluzione più vecchia con angoli di divergenza ottimali compresi tra 10° e 20° come compromesso per ridurre le perdite di attrito date da ugelli lunghi e le perdite di divergenza (all'uscita dell'ugello) che aumentano all'aumentare della divergenza e che portano ad una riduzione della spinta.
- "Ugello perfetto" o "Ugello plug", soluzione caratterizzata da ugelli molto lunghi e pesanti, in quanto accompagna tutta l'espansione del getto e terminando così con una porzione cilindrica e permettendo così di non avere perdite di divergenza.
  - "Ugello perfetto troncato" o "Ugello aerospike", per ridurre il peso si tronca la parte terminale dell'ugello, questo comporta una minima riduzione della spinta finale, in quanto la parte terminale dell'ugello contribuisce in modo marginale al risultato finale
  - "Ugello a spinta ottimizzata" o "ugelli a campana", si tratta di una variante che massimizza la spinta in base alla lunghezza o altri parametri, risultando per questo anche più complesso da calcolare, motivo per cui sono stati realizzati diversi sistemi di dimensionamento esemplificati

Gli ugelli conico sono maggiormente indicati in caso di gas di scarico con presenza di corpuscoli, in quanto tendono a danneggiare meno la superficie dell'ugello per via della traiettoria rettilinea che riduce gli impatti e l'intensità degli stessi sulla superficie interna del diffusore, mentre i profili perfetti e parabolici permettono di mantenere un rendimento maggiore all'aumentare della divergenza del diffusore.
I sistemi più studiati nel terzo millennio sono il perfetto troncato e il parabolico (a campana), evidenziando come per il profilo parabolico è richiesta una maggiore resistenza alle forze laterali rispetto ai profili perfetto troncato, in quanto quest'ultimi sono soggetti solo al 45% della forza laterale rispetto ai loro omologhi a parabola.
Per dimostrare matematicamente il concetto conviene considerare un flusso quasi-unidimensionale isoentropico di un gas perfetto per il quale l'equazione di conservazione della massa vale:
{\displaystyle {\dot {m}}=\rho uA=cost}
e quindi, differenziando:
{\displaystyle {\frac {d\rho }{\rho }}+{\frac {du}{u}}+{\frac {dA}{A}}=0}
dove
- {\displaystyle {\dot {m}}}; portata massica del gas
- {\displaystyle \rho }; densità del gas
- {\displaystyle u}; velocità del gas
- {\displaystyle A}; area della sezione del condotto

Esprimendo:{\displaystyle {\frac {d\rho }{\rho }}} in funzione del numero di Mach:{\displaystyle M={\frac {u}{a}}}
{\displaystyle {\frac {d\rho }{\rho }}=-{\frac {u^{2}}{a^{2}}}{\frac {du}{u}}=-M^{2}{\frac {du}{u}}}
e sostituendo nell'equazione di conservazione della massa si ottiene:
{\displaystyle {\frac {du}{u}}={\frac {1}{(M^{2}-1)}}{\frac {dA}{A}}}
Da questa equazione si nota come nel caso di flusso subsonico (M<1) al crescere della sezione (dA/A >0) la velocità diminuisce, mentre al suo diminuire (dA/A <0) la velocità aumenta. Questa equazione è nota anche come "prima equazione di Hugoniot".

## Condizioni di funzionamento
La condizione di saturazione (choking) nella gola dell'ugello si avrà solamente se la portata e la pressione del fluido a monte sono sufficienti, altrimenti il fluido rimarrà subsonico e l'ugello si comporterà come un tubo Venturi.
Inoltre, la pressione del gas all'uscita dell'ugello non deve essere troppo bassa rispetto a quella ambiente (ugello sovraespanso). Anche se l'informazione di pressione non può risalire il flusso supersonico, una pressione esterna molto alta può "infiltrarsi" nello strato limite subsonico che riveste le pareti dell'ugello e "scollare" il flusso supersonico provocando forti turbolenze (chiamate celle d'urto) anche in grado di distruggere l'ugello stesso. Se la pressione all'uscita dell'ugello risulta alta rispetto a quella ambiente (ugello sottoespanso) si ha un'ulteriore espansione anche al di fuori dell'ugello, incrementando autonomamente la sua sezione di efflusso.

## Velocità del gas di scarico

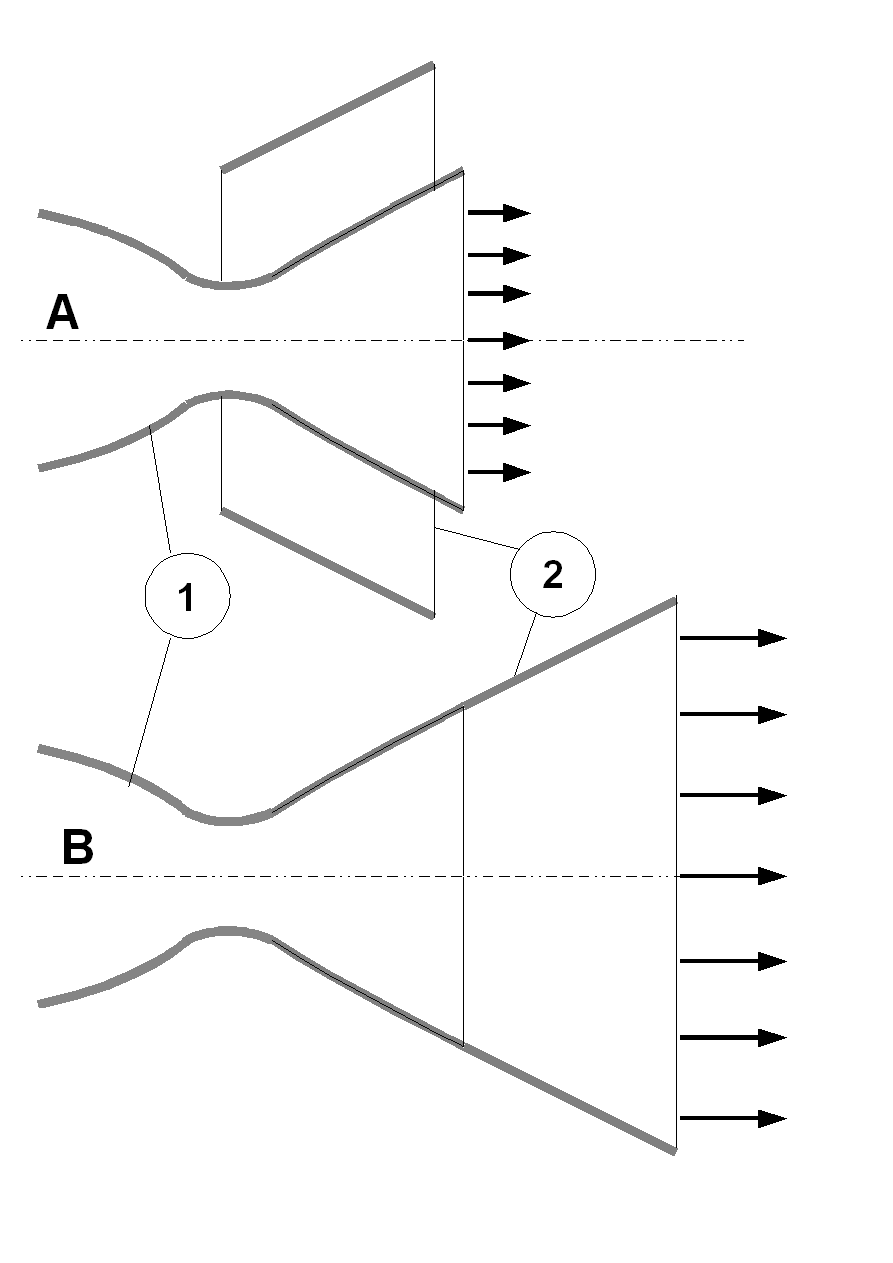
Variazione di velocità con un ugello a geometria variabile

Il gas entra in un ugello viaggiando a velocità subsonica, quando poi passa nel tratto convergente viene forzato ad accelerare fino all'imboccatura della sezione di gola, dove l'area trasversale al moto del gas è la più piccola; qui, in condizioni normali di funzionamento (condizioni di saturazione), il gas raggiunge una velocità sonica. Superata la sezione di gola si arriva al cono divergente, il gas continua a espandersi mentre la sua velocità diventa supersonica.
La velocità lineare del gas di scarico in uscita può essere calcolata utilizzando la seguente equazione, nota come equazione di De Saint Venant:
{\displaystyle V_{e}={\sqrt {\;{\frac {T\;R}{M}}\cdot {\frac {2\;k}{k-1}}\cdot {\bigg [}1-(P_{e}/P)^{(k-1)/k}{\bigg ]}}}}
Dove:
- Ve; velocità d'uscita del gas dall'ugello, in m/s
- T; temperatura assoluta del gas all'ingresso, in K
- R; costante dei gas
- M; massa molecolare del gas, kg/kmol (detta anche peso molecolare)
- k; cp/cv (fattore di espansione isoentropica)
  - cp; calore specifico del gas a pressione costante
  - cv; calore specifico del gas a volume costante
- Pe; pressione assoluta del gas di scarico all'uscita dell'ugello, Pa
- P; pressione assoluta d'ingresso del gas, Pa

Alcuni valori tipici per la velocità dei gas di scarico Ve nei motori a razzo alimentati con propellenti diversi sono i seguenti:
- Da 1,7 a 2,9 km/s (da 3 800 a 6 500 mph) per i monopropellente liquidi
- Da 2,9 a 4,5 km/s (da 6 500 a 10 100 mph) per i bipropellente liquidi
- Da 2,1 a 3,2 km/s (da 4 700 al 7 200 mph) per propellente solido

Da notare che Ve è talvolta indicata come la "velocità ideale dei gas di scarico" in quanto ci si basa sul presupposto che il gas di scarico si comporti come un gas ideale.
Come esempio di calcolo per utilizzare la formula di cui sopra, si può assumere che per il gas di combustione valgano le seguenti condizioni:
- Pressione assoluta all'ingresso: P = 7,0 MPa;
- Pressione assoluta allo scarico: Pe = 0,1 MPa;
- Temperatura assoluta all'ingresso: T = 3 500 K;
- Fattore di espansione politropica: k = 1,22;
- Massa molare: M = 22 kg/kmol;

Utilizzando i dati di cui sopra, l'equazione della velocità del gas all'uscita dell'ugello fornisce il seguente valore di velocità: Ve = 2 802 m/s o 2,8 km/s, che è coerente con valori tipici di cui sopra.
La letteratura tecnica può a volte essere discordante, perché molti autori non indicano se stanno utilizzando la costante universale dei gas {\displaystyle R} o la costante specifica dei gas {\displaystyle {\bar {R}}}.
Il rapporto tra le due costanti è {\displaystyle {\bar {R}}={\frac {R}{M}}}.

## Applicazione
È impiegato nelle turbine a vapore, in turbogetti, turboventole ed endoreattori, per esempio in sonde e satelliti che utilizzano una propulsione chimica.
Inoltre questo ugello viene utilizzato per aumentare l'efficacia e il campo di funzionamento dello scarico a risonanza dei motori a 2 tempi, ma rimane una soluzione confinata alle competizioni.
Il modello di flusso di un ugello de Laval si può applicare inoltre anche a fenomeni astrofisici nel mezzo interstellare. L'interno di un disco di accrescimento svolge una funzione simile a quella dell'ugello, pur tenendo conto che non ha una parete solida, ma è esso stesso un fluido che può contenere un getto relativistico racchiuso entro un contorno a pressione bilanciata.